# 몬테코르비노로벨라
몬테코르비노로벨라(이탈리아어: Montecorvino Rovella)는 이탈리아 캄파니아주 살레르노도에 위치한 코무네다.